# Boticario

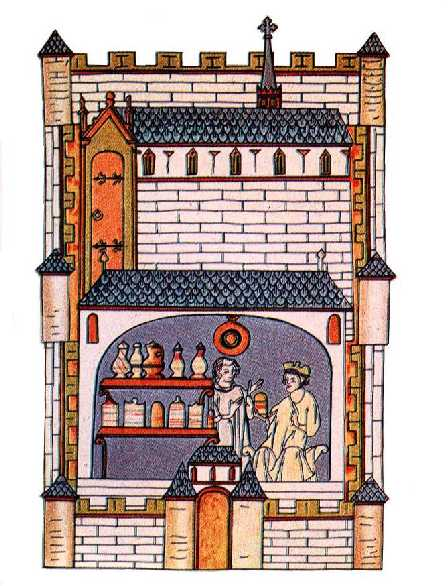
Botica mediaval.

Un boticario (también llamado apotecario) es aquella persona responsable o titular de una oficina de farmacia o botica (que proviene de la voz griega apotheka, almacén o tienda de víveres). Hasta el final del siglo XVII es el nombre que recibe el maestro que está en la botica, que es un establecimiento donde se preparaban los remedios que prescribían los médicos. Desde el siglo XV, había que obtener el título de maestro boticario mediante un examen para poder ejercer la profesión.
Este nombre desaparece al principio del siglo XIX, en el que se regulan los estudios de Farmacia, apareciendo en su lugar el de farmacéutico. En uso coloquial, se puede llamar boticario al farmacéutico de oficina de farmacia.

## Breve historia de los boticarios
Desde el siglo XV, debían obtener el título de maestro boticario por medio de un examen para el que eran preparados por los maestros ya establecidos.
Durante el siglo XVII y el XVIII, aparecen varios libros de aprendizaje del arte de la farmacia para boticarios. Son las llamadas cartillas, pequeñas obras de carácter educativo que usan el método de preguntas y respuestas para responder a la parte teórica del examen de boticarios.
Entre ellos tenemos la Cartilla pharmaceutica, chimico-galenica de Pedro de Viñaburu de 1729 y el Examen de Boticarios de Fray Esteban de Villa en 1643.

## Boticarios o farmacéuticos ilustres
- Louis Proust
- Casimiro Gómez Ortega
- Esteban de Villa
- Félix Palacios
- Francisco Brihuega
- Francisco Carbonell
- Hipólito Ruiz López
- Juan Leonardi
- Miguel Martínez de Leache
- Pedro de Viñaburu
- Pedro Montañana